# 勞迪絲一世
勞迪絲一世生活在前三世紀左右，前236年以後去世。她是小亞細亞貴族，是塞琉古帝國安條克二世的第一位王后。
前248年安條克二世與托勒密二世之女貝勒尼基結婚後，傳統觀點認為安條克與前妻勞迪絲一世和其子女繼絕了關係，並將以貝勒尼基長子為繼承人。當托勒密二世於前246年逝世，安條克二世來到勞迪絲一世處後驟然過世。此時貝勒尼基的兒子還不到5歲，勞迪絲一世宣稱安條克二世臨終時指定了她的兒子塞琉古為繼承人，之後可能謀殺了貝勒尼基和她的孩子。貝勒尼基的的兄弟托勒密三世於是在前246年向勞迪絲剛加冕的兒子塞琉古二世宣戰，引發第三次敘利亞戰爭。之後，勞迪絲一世又引發了塞琉古帝國內戰。

## 出身背景
根據該撒利亞的優西比烏記載，勞迪絲一世是塞琉古王族阿凱夫斯的女兒，因此勞迪絲身上有著波斯和馬其頓的血統。也因為是王族的關係，父親阿凱夫斯是個有錢的貴族，在小亞細亞有許多資產，而母親是個不知其名的希臘女性。勞迪絲有一個姊妹安條尼絲（Antiochis），她後來成為帕加馬國王阿塔羅斯一世的母親。勞迪絲有還有兩個兄弟亞歷山大、安德羅馬庫斯。
她的祖父是塞琉古帝國開國君主塞琉古一世，祖母是王后阿帕瑪，父親阿凱夫斯是他們倆的次子。勞迪絲這個名字顯示跟塞琉古王室有密切關聯，來源無疑是繼承塞琉古一世的母親勞迪絲。

## 生平和婚姻
勞迪絲何時出生不详，對她早期的事跡也不得而知。在前266年以前，勞迪絲成為堂兄弟安條克二世的第一任妻子，她們是安條克才當上國王前就結婚的。
前261年，國王安條克一世逝世，安條克二世繼承了父親的王位。雖然勞迪絲因此當上了塞琉古王后，但不清楚她與丈夫的感情狀況如何。勞迪絲與安條克二世育有兩個兒子塞琉古二世、安條克·伊厄拉斯，和三個女兒阿帕瑪、斯特拉托妮可、勞迪絲。

## 與安條克二世離婚??
在前252年第二次敘利亞戰爭尾聲，安條克二世與托勒密王國托勒密二世和談，條約中安條克與托勒密二世的女兒貝勒尼基訂婚。傳統觀點認為安條克二世離棄了勞迪絲，娶了貝勒尼基成為安條克第二任王后，而新婚夫婦倆的孩子將會繼承帝國王位。然而一些學者如Altay Coşkun認為安條克二世遵從舊馬其頓王室的多妻制，並沒有離異勞迪絲。
不管這時勞迪絲一世是不是王后，但她仍個有權勢有政治影響力的人物。透過考古的銘文中得知，安條克二世給了勞迪絲小亞細亞許多土地資產。如勞迪絲擁有達達尼爾海峽附近一大塊土地，其他還在基濟科斯、特洛伊、卡里亞等附近土地。在薩第斯的皇家記錄中顯示，在轉讓或銷售記錄中勞迪絲的土地仍歸類為王室土地。
協定中有一條條款註明，安條克二世允許勞迪絲一世的土地轉讓或銷售時，勞迪絲有權決定土地上城鎮的附屬物是否可以轉移給新地主，或者她自己保留該所有權，她的土地可以隨自己高興，而把她的土地併入其他任何一個她喜歡的城市。安條克也給她一段很充足的時間去處理她哪些土地要自己保留或賣掉。她收集該地每年農業收成的歲收以及其他形式的歲收。安條克二世在有一次完全免除勞迪絲的稅務。

## 安條克之死以及勞迪絲戰爭
傳統觀點認為在安條克二世與貝勒尼基結婚後，貝勒尼基生下一個兒子安條克，這段期間勞迪絲一世居住在小亞細亞的以弗所。前246年1月28日，埃及托勒密二世逝世，托勒密三世繼承王位。托勒密二世死後，安條克離開他在安條克的新家庭，來到以弗所與勞迪絲團聚，並重新指定他與勞迪絲的兒子塞琉古二世是他的王位繼承人。
同年7月，安條克二世逝世，傳統觀點認為他留下一個因繼承權問題而一片混亂的帝國。當時安條克和勞迪絲的兒子們都在以弗所與母親同住，塞琉古二世隨即宣布他繼承父王的王位，而弟弟安條克·伊厄拉斯是他在薩第斯的共治者，並獲得小亞細亞的臣民效忠，但她的孩子們尚小，權力主要握在勞迪絲手中。而第二任王后貝勒尼基和她年僅五歲的兒子安條克仍在安條克城，並獲得當地部份軍民擁護，然而勞迪絲在安條克城的黨羽綁架了貝勒尼基的幼子並殺了他。兩個王后之間爆發了內戰。然而學者Altay Coşkun提出新觀點，認為勞迪絲沒有失去后位，塞琉古二世在父親病逝前就已是共治王，明顯是王位繼承人。
因為勞迪絲這一方有很大的優勢，貝勒尼基立即請求兄弟托勒密三世干涉這場戰爭。得知消息後，托勒密三世所率的軍隊隨即入侵塞琉古帝國，爆發第三次敘利亞戰爭，又稱「勞迪絲戰爭」。然而，托勒密三世到了敘利亞之後才發現貝勒尼基已經被殺。但一些史料記載卻有截然不同的結果，指出當托勒密來到安條克城時，貝勒尼基和她的幼子都還活著。
托勒密三世的軍隊軍威強大，敘利亞許多塞琉古城市望風而降，甚至連安條克城也向托勒密軍開城。隨後托勒密三世進軍美索不達米亞，一度占領巴比倫，史料對於托勒密奪下的領土範圍互有矛盾，但無疑這此遠征相當成功。在這場戰爭其間，塞琉古二世與托勒密三世糾纏時，傳統觀點認為勞迪絲還支持自己的次子安條克·伊厄拉斯叛變稱王，反抗塞琉古二世，使帝國爆發內戰，進一步讓國勢衰退。
之後，對於勞迪絲所知有限，從一份銘文顯示勞迪絲在前236年還活著。

## 腳註
1. 1 2 3 4  .   [2012-03-08]. （原始内容存档于2016-10-27）.
2. ↑  該撒利亞的優西比烏 1.251
3. ↑  Grainger, A Seleukid prosopography and gazetteer p.8
4. 1 2 3 4 5 6 7 8 9 10  Grainger, A Seleukid prosopography and gazetteer p.47
5. ↑  .   [2012-03-08]. （原始内容存档于2009-03-28）.
6. ↑  Billows, Kings and colonists: aspects of Macedonian imperialism p.97
7. 1 2  .   [2012-03-08]. （原始内容存档于2011-07-21）.
8. ↑  .   [2012-03-08]. （原始内容存档于2009-08-30）.
9. 1 2 3  Bromiley, International Standard Bible Encyclopedia: A-D p.144
10. ↑  Billows, Kings and colonists: aspects of Macedonian imperialism p.126
11. ↑  Billows, Kings and colonists: aspects of Macedonian imperialism p.p.114-5
12. ↑  Aperghis, The Seleukid royal economy: the finances and financial administration of the Seleukid empire p.102
13. ↑  Aperghis,The Seleukid royal economy: the finances and financial administration of the Seleukid empire p.103
14. ↑  Aperghis,The Seleukid royal economy: the finances and financial administration of the Seleukid empire p.144